# Robert Chapatte
Pour les articles homonymes, voir Chapatte.
Robert Chapatte, né le 14 octobre 1921 à Neuilly-sur-Seine et mort le 19 janvier 1997 à Paris, est un coureur cycliste français reconverti dans le journalisme sportif à la télévision. Il est le père de Dominique Chapatte, journaliste à M6.

## Biographie

### Famille
Robert Chapatte est le fils d'Aimé Chapatte, transporteur, originaire de Charleroi, et de Marcelle Potin, mandataire aux halles de Paris.

### Cyclisme
Il commence par le football, jouant avec Louis Caput au club de Saint-Maur, lorsque Ernest Catudal leur conseille d'abandonner le ballon rond au profit du vélo.
Dans un premier temps, Robert Chapatte se révèle en tant que pistard, au point de remporter des américaines au vélodrome d'hiver en 1946, puis les Six Jours d'Alger la même année.
Il est ensuite coureur cycliste professionnel pendant onze saisons de 1944 à 1954. Il prend notamment part à cinq éditions du Tour de France de 1948 à 1952. Il termine la « Grande Boucle » au 16e rang du classement général en 1949. Il remporte notamment le Circuit des Pyrénées en 1949 et le Grand Prix d'Espéraza en 1952.
En 1949, Robert Chapatte devient le tout premier coureur cycliste à répondre à une interview à la télévision française.

#### Palmarès
- 1943
  - 3e de Paris-Alençon
- 1945
  - Prix Goullet-Fogler (avec Emile Ignat)
- 1946
  - Paris-L'Aigle
- 1947
  - 2e du Circuit de la Vienne
  - 2e du Circuit de l'Ain
  - 2e du Grand Prix de l'Écho d'Alger
- 1948
  - 2e du Tour de Corrèze
- 1949
  - Circuit des cols pyrénéens
- 1950
  - 2e du Tour de Haute-Savoie
  - 9e de Milan-San Remo
- 1951
  - 3e du Tour du Vaucluse
  - 3e du Tour du Calvados
- 1952
  - Grand Prix d'Espéraza

#### Résultats sur le Tour de France
5 participations
- 1948 : 28e
- 1949 : 16e
- 1950 : abandon (9e étape)
- 1951 : hors-délais (7e étape)
- 1952 : abandon (3e étape)

### Journalisme
Après sa carrière sportive, il devient journaliste sportif pour des quotidiens comme L'Aurore et Le Provençal, puis commente le Tour de l'Ouest 1955 sur les ondes de Radio Monte-Carlo. Un incident intervient au cours d'une des étapes de cette course : les micros de Chapatte (RMC) et Georges Briquet (RTF) sont intervertis, chacun parlant sur le média de l'autre. Cet incident technique permet de créer un lien entre les deux hommes, et Briquet fait entrer Chapatte à la RTF dans la foulée. Il reste à la radio nationale jusqu'en 1959 avant de passer à la télévision. Il y commente le cyclisme de 1960 jusqu'en 1968, notamment dans l'émission Les Coulisses de l'exploit et également dans l'émission « Sports-Dimanche » où officient également Michel Drucker, Roger Couderc, Thierry Roland ou Henri Carrier. Il est alors l'une des victimes de la grande purge qui touche la télévision après les événements de mai 1968. Il retourne alors à la radio, sur Europe 1.
Parallèlement à ses activités dans le domaine audiovisuel, il poursuit une collaboration commencée dès la fin de sa carrière de coureur cycliste à Miroir Sprint pour ses numéros spéciaux émis à l'occasion du Tour de France : le Miroir du Tour. Lors de la création du magazine mensuel Miroir du Cyclisme en janvier 1961, il en intègre le comité de rédaction. Il livre chaque mois une chronique : « Les carnets de Robert Chapatte ». Son nom disparaît du comité de rédaction à l'automne 1962. 
De retour à la télévision en 1975, il devient chef du service des sports à Antenne 2 et lance notamment Sport sur la 2, qui deviendra Stade 2. Il présente lui-même cette émission omnisports hebdomadaire de 1975 à 1985. En 1978, il obtient le Prix Henri Desgrange de l'Académie des sports. Il reste ensuite consultant de luxe sur le Tour de France en commentant les directs avec Jacques Anquetil d'abord, puis Patrick Chêne après la disparition du célèbre coureur normand. On lui doit notamment le fameux « théorème de Chapatte » : pour assurer la victoire, un coureur échappé doit pouvoir se présenter à 10 km de l'arrivée avec une avance de 1 minute sur le peloton.
Chapatte est également dans les années 1980 président bénévole de l'association sportive France Compétition, structure amateure qui est à la base de l'équipe professionnelle Système U.
Il est l'auteur de Le cyclisme, la télé et moi paru aux éditions Solar en 1966, réédité sous le titre Mes tours de France - Le cyclisme, la télé et moi par Presses Pocket en 1967 (522/523).

### Vie privée et décès
Il a été un hôte assidu de Sainte-Maxime, dans le Var, où il possédait alors une résidence secondaire.
Il meurt des suites d'une longue maladie à l'hôpital de la Pitié-Salpêtrière à Paris à l'âge de 75 ans et est inhumé au cimetière ancien de Neuilly-sur-Seine (division 1).

## Présentateur de télévision
- 1959-1968 : Journal télévisé (RTF) (ORTF)
- 1975-1985 : Stade 2  (Antenne 2)

## Distinctions
- Officier du Mérite sportif
- Chevalier de l'ordre national du Mérite
- Chevalier de la Légion d'honneur (1994)